# Quesnel (British Columbia)
Quesnel ist eine Stadt im Cariboo Regional District der kanadischen Provinz British Columbia. Die Gemeinde liegt an der Einmündung des Quesnel River in den Fraser River. Sie entstand an der Cariboo Road (auch Cariboo Wagon Road oder Great North Road genannt), einem Abschnitt des heutigen Highway 97, welche die Siedlungen der Goldsucher während des Cariboo-Goldrauschs (ab 1861) mit den Orten am südlichen Fraser River verband. Zugleich liegt er am Ende des Alexander MacKenzie Heritage Trail.

## Geschichte
Vor der Ortsgründung lebten Angehörige der Carrier First Nations (Dakelh) in der Region, die bereits früh die Vorzüge der Lage am Zusammenfluss von Fraser und Quesnel erkannten. 
Quesnel hieß zunächst Quesnellemouth, um es von Quesnel Forks, rund 100 km den Fraser aufwärts gelegen, zu unterscheiden. Der Name geht dabei auf Jules-Maurice Quesnel zurück, einen der Teilnehmer der Expedition von Simon Fraser. 1808 fuhr Simon Fraser mit seinen Voyageurs den Fraser abwärts, um die Mündung des Columbia River in den Pazifik zu finden. Fraser schickte Lieutenant Jules-Maurice Quesnel aus, den später nach ihm benannten Fluss Quesnel River zu untersuchen. Bereits um  1870 hieß der Ort Quesnelle, um 1900 Quesnel.
William Dietz, Ned Stout und Bill Cunningham entdeckten im Frühjahr 1861 zwar kleine Goldvorkommen am Williams Creek, und auch als Billy Barker unterhalb des Baches am Blackjack Canyon graben musste, weil die Claims vergeben waren, schien sein Unternehmen ähnlich aussichtslos. Doch 1862 machten Barker & Company gerade dort umfangreiche Goldfunde, die einen Goldrausch auslösten. Quesnel wurde dadurch zu einem wichtigen Versorgungsposten für Tausende von Goldsuchern.
Zunächst war der Ort über die Trails der First Nations erreichbar, später über die Cariboo Wagon Road. Doch musste die Siedlung mehrere Rückschläge hinnehmen. 1863 zerstörte ein Feuer die Stadt, dies wiederholte sich 1874. 1910 wurde das Quesnel Volunteer Fire Department eingerichtet, dennoch ereignete sich im Januar 1916 der verheerendste Stadtbrand in der Geschichte Quesnels. 
Ein Versuch, einen Pfad an der Küste entlang zu bauen, eskalierte 1864 mit mehreren Toten und der Hinrichtung Klatsassins im Chilcotin-Krieg. 1875 überspannte eine erste Brücke den Quesnel River, doch brach sie noch im selben Jahr zusammen.  
Dennoch stabilisierte sich die Siedlung. Bis in die 1940er Jahre herrschte dabei Gold als Wirtschaftsfaktor vor, ihm folgte die Land- und Waldwirtschaft. An der Stelle des späteren Helen Dixon Centre entstand 1886 die erste Schule. Von 1862 bis 1886 und erneut von 1909 bis 1921 verkehrten hier Dampfschiffe. 1914 wurde das erste Theater errichtet. 1921 erfolgte durch die Pacific Great Eastern Railway die Anbindung ans Eisenbahnnetz. 1942 eröffnete der Flughafen, der 1993 von Quesnel übernommen wurde. 1910 entstand das erste Krankenhaus, 1920 folgte ein zweites. Insgesamt entstanden vier dieser Einrichtungen.
An die Zeit der Goldgräber und an den Gründer von Barkerville erinnern heute die Billy Barker Days an jedem dritten Wochenende im Juli. Im Jahr 2000 war Quesnel Gastgeber der British Columbia Winter Games, einer Amateursportveranstaltung.
Die offizielle Zuerkennung der kommunalen Selbstverwaltung  für die Gemeinde erfolgte am 21. März 1928 (incorporated als Village Municipality). Nachdem die Gemeinde am 1. Januar 1958 den Status einer Kleinstadt (Town Municipality) erreichte, erhielt sie inzwischen sogar den Status einer Stadt (City Municipality).

## Demographie
Der Zensus im Jahre 2011 ergab für die Stadt eine Bevölkerungszahl von 10.007 Einwohnern. Die Bevölkerung der Stadt hatte dabei im Vergleich zum Zensus von 2006 um 7,3 % zugenommen und liegt damit leicht über dem Trend der gesamten Provinz British Columbia, wo die Bevölkerung gleichzeitig um 7,0 % anwuchs. Mit einem Durchschnittsalter von 41,9 Jahren entspricht die Bevölkerung hier genau dem Durchschnitt der gesamten Provinz.

## Wirtschaft
Die für den Arbeitsmarkt wichtigsten Wirtschaftszweige in Quesnel sind die Forstwirtschaft sowie die Holzverarbeitende Industrie.
Das Durchschnittseinkommen der Beschäftigten von Quesnel lag im Jahr 2005 bei überdurchschnittlichen 25.894 C $, während es zur selben Zeit im Durchschnitt der gesamten Provinz British Columbia 24.867 C $ betrug. Der Einkommensunterschied zwischen Männern (43.783 C $, Landesdurchschnitt 31.598 C $) und Frauen (17.982 C $, Landesdurchschnitt 19.997 C $) ist hier überdurchschnittlich groß, er lässt  sich nur zu einem Teil durch den unterschiedlichen Beschäftigungsgrad von Männern und Frauen erklären.

## Verkehr
Verkehrstechnisch wird die Gemeinde durch den Highway 97 erschlossen, der Quesnel in Nord-Süd-Richtung durchquert. Außerdem zweigt am Nordrand der Gemeinde der Highway 26 nach Barkerville vom Highway 97 ab.
Ebenfalls in Nord-Süd-Richtung durchquert eine Eisenbahnstrecke Quesnel. Auf dieser Strecke passiert auch der Rocky Mountaineer, bei seinen Fahrten zwischen Vancouver und Jasper, die Gemeinde. Rund 6 km nördlich der Gemeinde liegt der Flughafen Quesnel.
Öffentlicher Personennahverkehr wird mit fünf Buslinien durch das „Quesnel Transit System“ angeboten, welches von BC Transit in Kooperation betrieben wird. Das System bietet neben den drei örtlichen Verbindungen auch eine regionale Verbindung ins westlich gelegene Nazko, sowie eine andere entlang dem Highway 26 Richtung Osten nach Wells.

## Söhne und Töchter der Stadt
- Winfried Winofsky (* 1957), deutsch-kanadischer Eishockeyspieler
- Garrett Festerling (* 1986), deutsch-kanadischer Eishockeyspieler
- Brett Festerling (* 1986), deutsch-kanadischer Eishockeyspieler
- Tim Traber (* 1993), kanadisch-schweizerischer Eishockeyspieler

## Belege
1. ↑  Statistics Canada: Population and dwelling counts, for Northwest Territories and census subdivisions (municipalities), 2016 and 2011 censuses, abgerufen am 7. Mai 2021
2. ↑  Origin Notes and History. Quesnel. GeoBC, abgerufen am 23. Oktober 2013.
3. ↑  Quesnel Community Profile. Census 2011. Statistics Canada, 30. März 2013, abgerufen am 23. Oktober 2013.
4. ↑  Quesnel Community Facts. (PDF, 48,05 kB) BCStats, abgerufen am 24. Oktober 2013.
5. ↑  Quesnel Transit System. BC Transit, abgerufen am 19. Oktober 2020.